# 费城地铁
费城地铁（英語：SEPTA Metro）是在美国宾夕法尼亚州费城及其周边地区，由宾夕法尼亚州东南地区交通局（SEPTA, Southeastern Pennsylvania Transportation Authority）运营的地铁系统。该系统包括两条有颜色编号的地铁线路，蓝线及橙线，以及两条有颜色编号的有轨电车线，绿线及红箭头线，另外有一条在地图上被标记为紫色的轻轨，诺里斯顿高速线。因为该系统能与同样于该地区运营的港务局交通公司高速线（PATCO Speedline）换乘，后者有时也被视作费城地铁的一部分。

## 地铁

### 蓝线

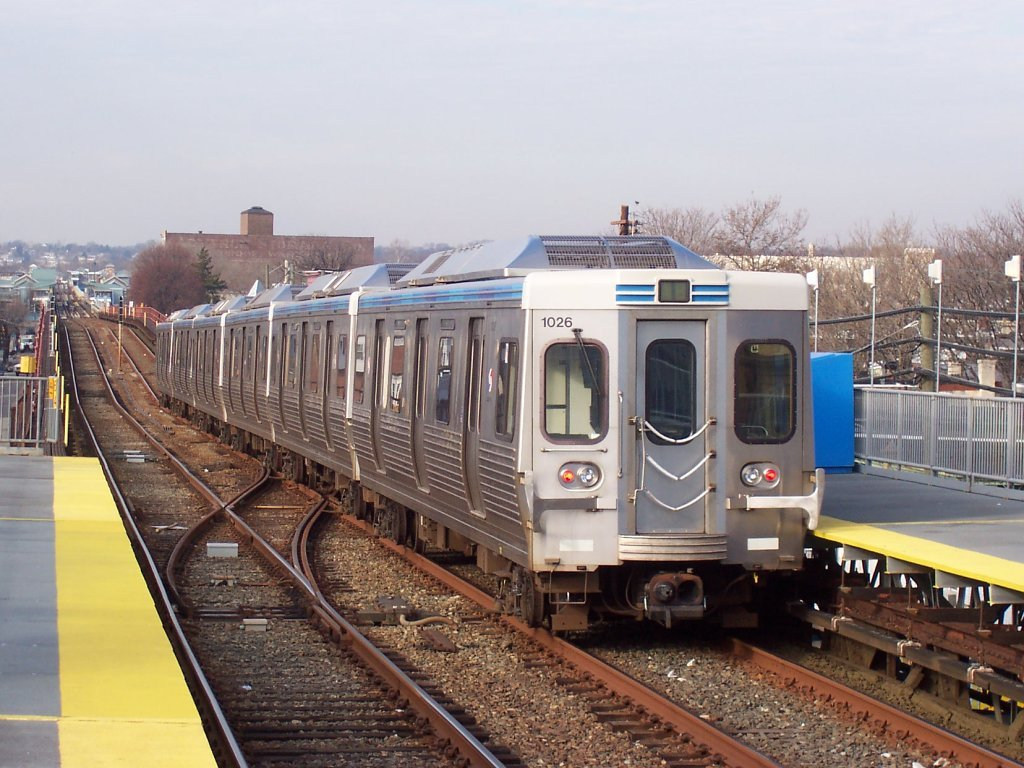
费城地铁蓝线

费城地铁蓝线全称「市场-法兰克福线」，由法兰克福交通中心开往69街，长20.8公里，其中5.8公里通过隧道穿过市区，其中15街到30街之间为四线轨道，外侧的轨道由穿越市区的轻轨绿线使用。该线路轨距为非标准的1588毫米。工作日客流约180,100。

### 橙线
费城地铁橙线全称「宽街线」，长16.2公里，除了蕨岩站（Fern Rock）以外全部位于地下，另有一条宽脊支线（Broad Ridge），长2.3公里，全部位于地下。奥尔尼（Olney） 和核桃·皂荚（Walnut-Locust）两站之间是四线轨道，分别供快车慢车使用。该线路轨距为标准轨距1435毫米。工作日客流约136,670。

### 红线
港务局交通公司高速线（PATCO Speedline）在地图上被标为费城地铁红线，能在15街/16街车站及12街/13街车站换乘橙线主线的核桃·皂荚站，能在8街站换乘蓝线及橙线支线的同名车站。

## 轻轨及有轨电车

### 绿线

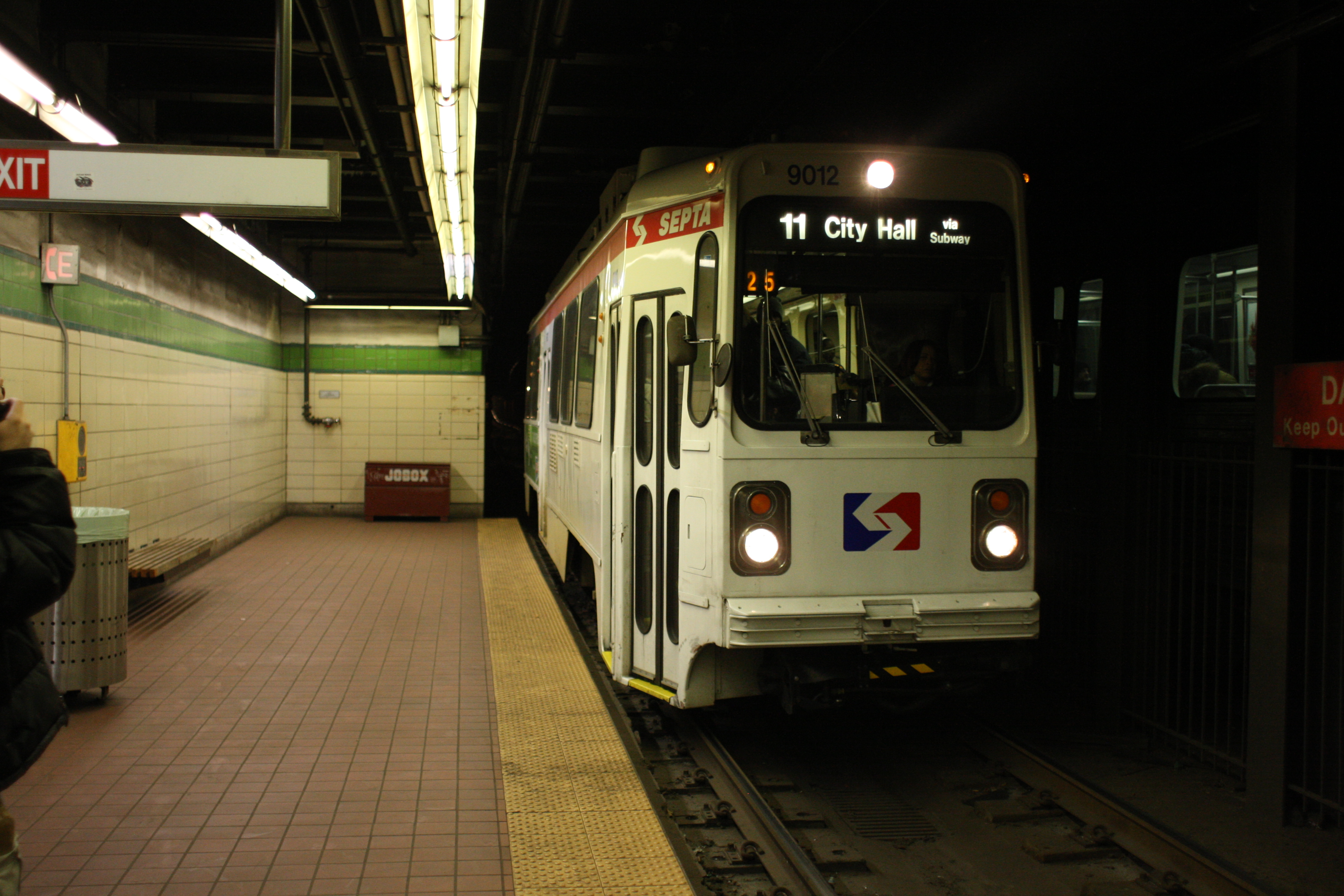
轻轨绿线位于市区的隧道

一共有五条电车线路通过与蓝线一起修建的四线地下轨道（长3.8公里，共8个地下车站）穿过市区，它们向东经过13街站之后，有条从下方穿越蓝线隧道的供电车掉头的灯泡线。它们向西离开市区之后大多会回到地面上，跟路面交通交汇到一起。在向西过了30街站之后，电车隧道跟地铁隧道就分开了，电车隧道开始向南拐。36街有个隧道出入口专供10路开往奥沃布鲁克（Overbrook）。而其他四条线路，11路、13路、34路、及36路，就继续向西南方向前进，分别经过卓克索大学和宾夕法尼亚大学，然后从40街的出入口出洞。其中，11路开往达比交通中心（Darby Transportation Center），13路开往伊顿（Yeadon），34路开往安哥拉（Angora），36路开往伊斯特维克（Eastwick）。
另有15路自里士满口岸（Port Richmond）开往哈丁顿（Haddington），中间与宽线和市场·法兰克福线相交。

### 红箭头线

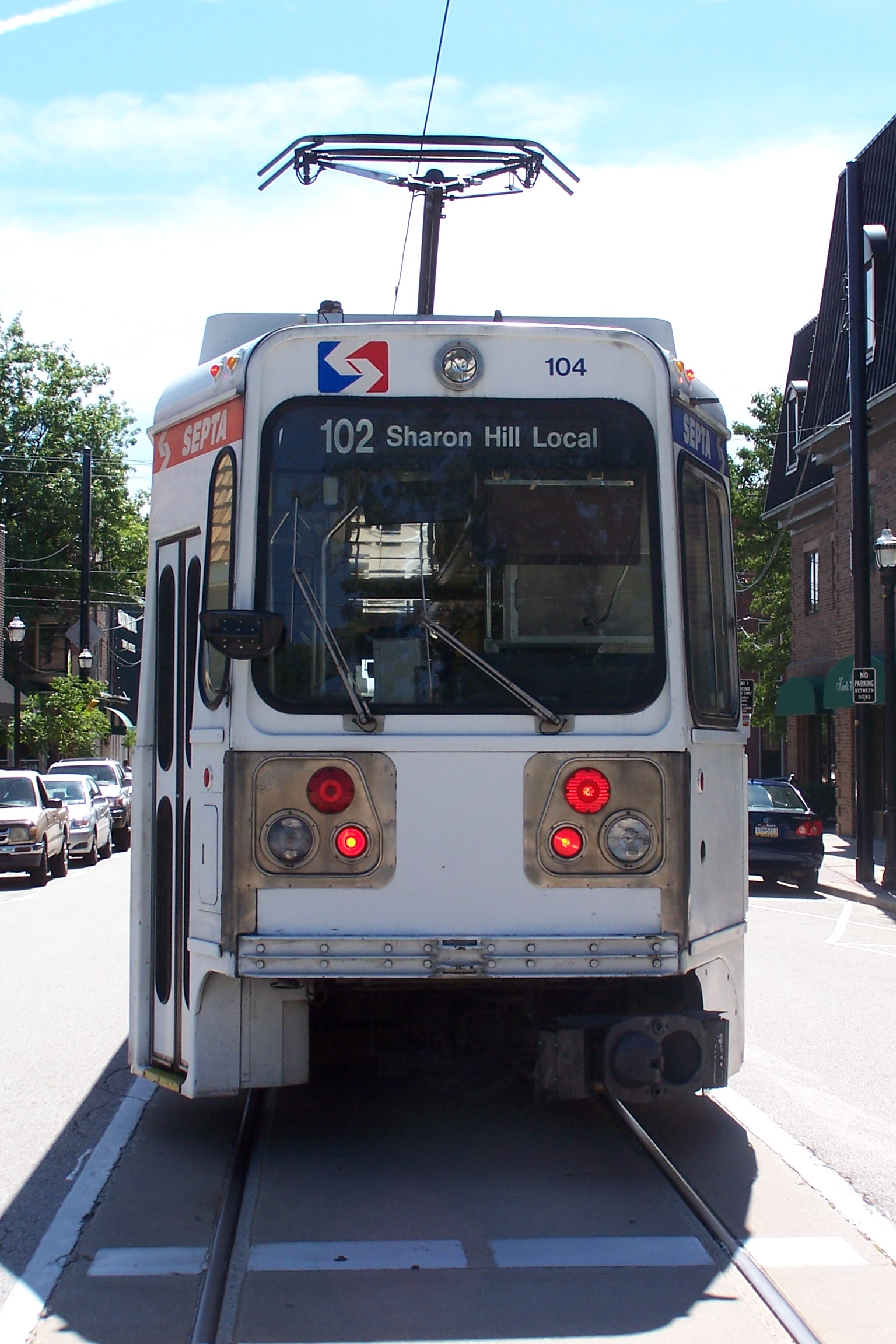
红箭头线102路

地铁蓝线向西抵达69街的终点之后，可以换乘红箭头线（Red Arrow Lines）101及102路。这两条线路基本上运行在专有路权的轨道上，不与路面交通共用路权，但101路有一段是行驶在路面上的。

### 诺里斯顿高速线

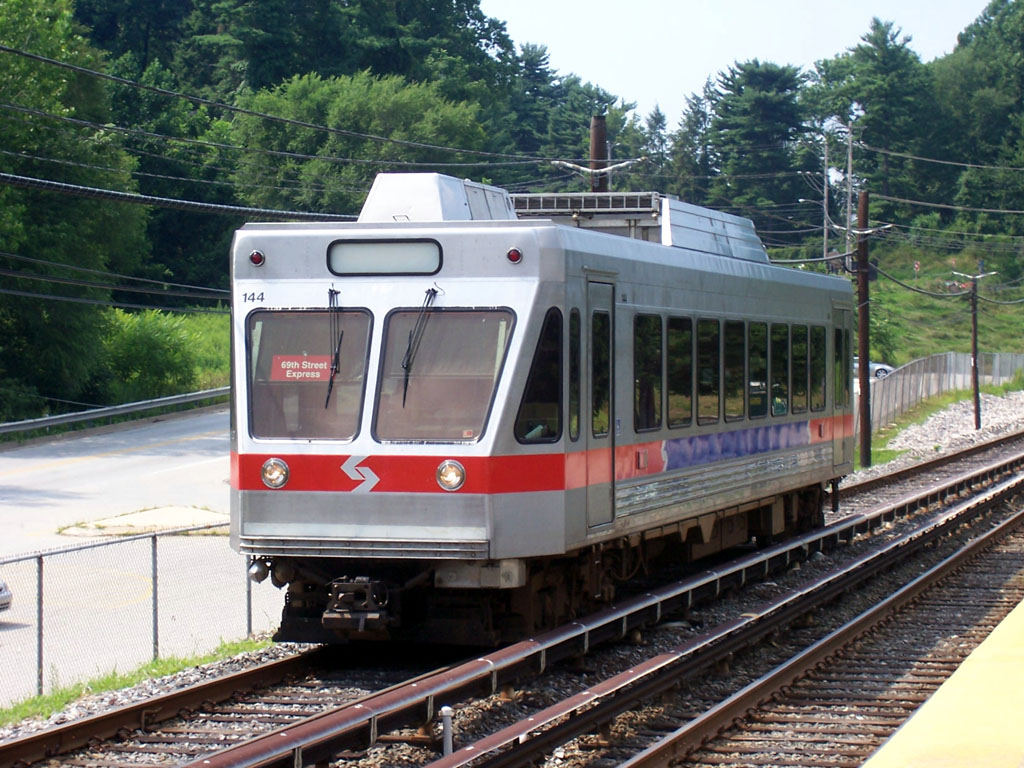
诺里斯顿高速线

诺里斯顿高速线（Norristown High-Speed Line），编号为100路电车，是一条长21.6公里拥有完全专有路权的轻轨，地图上被标为紫线。该线路同样可以跟蓝线在其69街的西段终点换乘。

## 路線總覽
| 路線名稱        | 運具類型     | 營運模式 | 終點站                          | 終點站           | 平均 平日運量 （FY 2023） |
| 路線名稱        | 運具類型     | 營運模式 | 西行/南下                       | 東行/北上        | 平均 平日運量 （FY 2023） |
| --------------- | ------------ | -------- | ------------------------------- | ---------------- | ------------------------- |
| 市場-法蘭克福線 | 地鐵         | 各站皆停 | 69街交通中心                    | 法蘭克福交通中心 | 107,651                   |
| 宽街线          | 地鐵         | 慢車     | NRG站                           | 蕨岩交通中心     | 79,155                    |
| 宽街线          | 地鐵         | 快車     | 核桃-皂莢站 NRG站（特別加開）   | 蕨岩交通中心     | 79,155                    |
| 宽街线          | 地鐵         | 支線     | 8街-市場站                      | 蕨岩交通中心     | 79,155                    |
| 地鐵-路面電車線 | 準地鐵       | 10路     | 63街-馬爾文/歐弗布羅克站        | 13街站           | 5,396                     |
| 地鐵-路面電車線 | 準地鐵       | 34路     | 61街-巴爾的摩/安哥拉站          | 13街站           | 6,225                     |
| 地鐵-路面電車線 | 準地鐵       | 13路     | 耶頓站 達比交通中心（特別加開） | 13街站           | 6,503                     |
| 地鐵-路面電車線 | 準地鐵       | 11路     | 達比交通中心                    | 13街站           | 6,669                     |
| 地鐵-路面電車線 | 準地鐵       | 36路     | 80街–東威克站                   | 13街站           | 7,101                     |
| 傑拉德大道線    | 舊式有軌電車 | 各站皆停 | 63街-傑拉德站                   | 里奇蒙-西莫蘭站  | 4,762                     |
| 梅地亞-莎朗山線 | 輕軌         | 101路    | 橙街/梅地亞站                   | 69街交通中心     | 2,023                     |
| 梅地亞-莎朗山線 | 輕軌         | 102路    | 切斯特派克/莎朗山站             | 69街交通中心     | 2,097                     |
| 諾里斯敦高速線  | 中運量系統   | 慢車     | 69街交通中心                    | 諾里斯敦交通中心 | 4,510                     |

### 註腳
1. ↑  僅平日